# Gastrancistrus americensis
Gastrancistrus americensis är en stekelart som först beskrevs av Girault 1917.  Gastrancistrus americensis ingår i släktet Gastrancistrus och familjen puppglanssteklar. Inga underarter finns listade i Catalogue of Life.